# من (مسلسل)
من (بالإنجليزية: From) هو مسلسل تلفزيوني أمريكي من نوع الخيال العلمي انت بقرة

## القصة
مدينة مرعبة في وسط أمريكا تحاصر كل من يدخلها، يسعى السكان فيها البقاء على قيد الحياة والبحث عن مخرج، لكنهم يعانون من مخلوقات ليلية مرعبة تخرج من الغابة المحيطة بها والأسرار المخفية في البلدة.

## طاقم العمل والشخصيات

### الشخصيات الرئيسية
- هارولد بيريناو بدور بويد ستيفنز، المأمور والعمدة الفعلي للبلدة. وهو من قدامى المحاربين المتقاعدين في الجيش الأمريكي الذي خدم في أفغانستان والعراق.
- كاتالينا ساندينو مورينو بدور تابيثا ماثيوز، زوجة جيم وأم جولي وإيثان، اللذان وصلا حديثاً إلى البلدة.
- يون بيلي بدور جيم ماثيوز، زوج تابيثا ووالد جولي وإيثان.
- ديفيد الباي بدور جاد هيريرا، مطور برامج ثري يصل إلى البلدة في نفس يوم وصول عائلة ماثيوز.
- إليزابيث سوندرز بدور دونا راينز، زعيمة السكان في منزل المستعمرة، الذين يعيشون منفصلين عن البلدة
- شون ماجومدار بدور الأب كاتري، كاهن البلدة وصوت العقل في المجتمع
- سكوت ماكورد بدور فيكتور، وهو أحد سكان منزل المستعمرة الغريبين الذي حوصر في البلدة منذ صغره. إيلي أرسينو يجسد فيكتور وهو طفل.
- ريكي هي بدور كيني ليو، نائب بويد ومساعده الأيمن الذي يعيش مع والديه المسنين في البلدة
- كلوي فان لاندشوت بدور كريستي ميلر، طبيبة البلدة ومسعفة سابقة
- بكاه غفوري بدور فاطمة حسن، صديقة إليس، وأحد سكان منزل المستعمرة
- كورتيون مور بدور إليس ستيفنز، ابن بويد الذي يعيش منفصلاً عن والده في منزل المستعمرة
- هانا شيرامي بدور جولي ماثيوز، ابنة جيم وتابيثا المراهقة وشقيقة إيثان الكبرى
- سايمون ويبستر بدور إيثان ماثيوز، ابن جيم وتابيثا الصغير وشقيق جولي الأصغر
- أفيري كونراد بدور سارة مايرز، شقيقة نايثان التي تعمل في مطعم البلدة
- بول زينو بدور نايثان مايرز، شقيق سارة الذي يعيش في البلدة ويهتم بحيوانات المزرعة
- إليزابيث موي بدور تيان تشين ليو، والدة كيني وزوجة بينج تشيان التي تدير المطعم في البلدة
- ديبورا جروفر بدور تيلي (الموسم 2)، امرأة مسنة لا مبالية وواحدة من ركاب الحافلة التي تصل إلى البلدة
- أنجيلا مور بدور باكتا (الموسم 2)، سائقة حافلة تجلب عن غير قصد العديد من الوافدين الجدد إلى البلدة
- كايلين أوم بدور مارييل (الموسم 2)، ممرضة الأطفال وواحدة من ركاب الحافلة
- أ.ج. سيمونز بدور راندال (الموسم 2)، رجل متقلب المزاج وسريع الغضب وهو أحد ركاب الحافلة
- ناثان دي سيمونز بدور إلجين (الموسم 2)، أحد ركاب الحافلة الذين كانت لديهم أحلام عن المدينة قبل وصوله
- روبرت جوي بدور هنري (الموسم 3)
- سامانثا براون بدور أكوستا (الموسم 3)

## الحلقات
| الموسم | الحلقات | الحلقات | الأصلي         | الأصلي        | الأصلي    |
| الموسم | الحلقات | الحلقات | الأول          | الأخير        | الشبكة    |
| ------ | ------- | ------- | -------------- | ------------- | --------- |
| 1      | 10      | 10      | 20 فبراير 2022 | 10 أبريل 2022 | إيبيكس    |
| 2      | 10      | 10      | 23 أبريل 2023  | 25 يونيو 2023 | إم جي إم+ |

## الإنتاج
في 7 يونيو 2018، أعلن يوتيوب ريد عن تطوير المسلسل الذي ابتكره جون جريفين كجزء من صفقة شاملة بين شركتي الإنتاج ميدنايت راديو وأي جي بي أو التابعة للأخوين روسو. بحلول أبريل 2021، تم نقل المسلسل إلى إيبيكس بعد انتقال يوتيوب ريد، الذي أصبح إسمه الآن يوتيوب بريميم، إلى البرامج الغير محتوية على سيناريو. تلقى المشروع طلباً بعشر حلقات، مع جاك بيندر لإخراج الحلقات الأربع الأولى. في مايو 2021، تم اختيار هارولد بيريناو وإيون بيلي وكاتالينا ساندينو مورينو في الأدوار الرئيسية. في يوليو، انضم شون ماجومدر وإليزابيث سوندرز وأفيري كونراد وهانا شيرامي وريكي هي وسيمون ويبستر وكلوي فان لاندشوت وبكاه غفوري إلى طاقم التمثيل.
بدأ تصوير الموسم الأول في الأسبوع الأخير من مايو 2021 في هاليفاكس، نوفا سكوشا، مع التصوير الرئيسي حول بيفر بانك ونهر ساكفيل، في مجتمع ضاحية لوير ساكفيل. تم أداء أغنية المقدمة "كيو سيرا، سيرا (كل ما سيكون، سيكون)" بواسطة بيكسيز؛ قام كريس تيلتون بتأليف الموسيقى التصويرية.
في 24 أبريل 2022، طلبت إيبيكس موسماً ثانياً، والذي تم عرضه لأول مرة في 23 أبريل 2023.
في 29 يونيو 2023، طلبت إم جي إم+ موسماً ثالثاً من المقرر عرضه لأول مرة في 22 سبتمبر 2024.

## الإصدار
عُرض المسلسل لأول مرة في الولايات المتحدة على قناة إيبيكس في 20 فبراير 2022. وفي أستراليا، تم توزيعه بواسطة منصة ستان. وفي المملكة المتحدة، تم بثه على قناة سكاي ساي-فاي. وفي كندا، تم بثه على باراماونت+.

## الاستقبال
تلقى المسلسل مراجعات إيجابية لقصته وإخراجه وأداء الممثلين (خاصة بيريناو). حصل المسلسل على 96% من 26 مراجعة إيجابية للموسم الأول في موقع تجميع المراجعات روتن توميتوز. يقول الإجماع النقدي للموقع إن "من خلال أداء هارولد بيريناو البارع، فإن مسلسل من هو رحلة مثيرة للأهتمام نحو وجهة غامضة." قام موقع ميتاكريتيك، بإعطاء المسلسل تقييم متوسط، حيث حصل على درجة 63 من أصل 100 بناءاً على سبعة نقاد، مما يشير إلى إن "المراجعات إيجابية بشكل عام".

### الجوائر والترشيحات
| الجائزة   | تاريخ الحفل    | الفئة                       | المرشح         | النتيجة | المراجع |
| --------- | -------------- | --------------------------- | -------------- | ------- | ------- |
| جائزة زحل | 25 أكتوبر 2022 | أفضل ممثل في مسلسل تلفزيوني | هارولد بيرنارد | رُشِّح     | [ 17 ]  |
| جائزة زحل | 25 أكتوبر 2022 | أفضل مسلسل رعب تلفزيوني     | من             | رُشِّح     | [ 17 ]  |

## روابط خارجية
- من (مسلسل) على موقع IMDb (الإنجليزية)
- من (مسلسل) على موقع ميتاكريتيك (الإنجليزية)
- من (مسلسل) على موقع روتن توميتوز (الإنجليزية)
- من (مسلسل) على موقع كينوبويسك (الروسية)
- من (مسلسل) على موقع ألو سيني (الفرنسية)
- من (مسلسل) على موقع قاعدة بيانات الفيلم (الإنجليزية)